# Liste der Naturdenkmäler in Extertal
Die Liste der Naturdenkmäler in Extertal führt die Naturdenkmäler der ostwestfälischen Gemeinde Extertal im Kreis Lippe in Nordrhein-Westfalen (Stand: 2007) auf. 
| Nr.    | Bezeichnung                                                                      | Lage  | Bild |
| ------ | -------------------------------------------------------------------------------- | ----- | ---- |
| 2.3-1  | 1 Eiche an der K 46 von Silixen in Richtung Krankenhagen gegenüber der Gärtnerei |       |      |
| 2.3-2  | 1 Eiche bei Bülte an der früheren Leibzucht                                      |       |      |
| 2.3-3  | Hofplatane auf Gut Rickbruch                                                     | Karte |      |
| 2.3-4  | 1 Eiche am Petighof westlich von Hagendorf                                       |       |      |
| 2.3-5  | 1 Eiche auf einer Waldlichtung südlich Malmershaupt                              |       |      |
| 2.3-6  | Ilexgruppe bei Twelen                                                            |       |      |
| 2.3-7  | 2 Linden bei Twelen                                                              | Karte |      |
| 2.3-8  | 1 Eiche westlich Twelen in der Feldflur am Wegesrand                             | Karte |      |
| 2.3-9  | 3 Eichen nordöstlich von Steinegge auf einer Weide entlang des Schwarzenbaches   | Karte |      |
| 2.3-10 | Eichengruppe am Strunksberg                                                      |       |      |
| 2.3-11 | 1 Eiche am Strunksberg in der Feldflur nordöstlich vom Hof Kamp                  |       |      |
| 2.3-12 | 1 Eiche am Friedhof Asmissen                                                     | Karte |      |
| 2.3-13 | 1 Eiche bei Heinebüchenbruch nahe der Kreisgrenze                                |       |      |
| 2.3-14 | 2 Findlinge am Eingang der Schlucht am Weg zur Uffoburg                          | Karte |      |
| 2.3-15 | Steinbruch im Silixer Hagen zwischen Lassbruch und Kükenbruch                    | Karte |      |
| 2.3-16 | Steinbruch am Nüllberg westlich des Schießstandes                                | Karte |      |
| 2.3-17 | Geotopkomplex am Hilkerberg                                                      | Karte |      |
| 2.3-18 | Bent nordwestlich Linderbruch                                                    |       |      |
| 2.3-19 | Steinbruch östlich Hohensonne                                                    | Karte |      |